# Martin Langer (Kameramann)
Martin Langer (* 8. Januar 1959 in Hannover) ist ein deutscher Kameramann.

## Leben
Langer arbeitete zunächst als Requisiteur, Tonassistent und Beleuchter, bevor er sich der Tätigkeit des Kameramannes zuwandte. Nach seiner Heirat nahm Langer zunächst den Namen seiner Frau an, weswegen er bei vielen Produktionen unter Martin Peglau geführt wird. Seit der Scheidung ist er aber wieder unter seinem Geburtsnamen tätig.
Für seine Arbeit an der Filmbiografie Die Bubi-Scholz-Story erhielt er 1998 sowohl den Deutschen Kamerapreis als auch den Deutschen Fernsehpreis 1999. Für den Fernsehfilm Die Hoffnung stirbt zuletzt (NDR) wurde er 2003 für den Grimme-Preis nominiert. 2005 und 2011 erhielt er für Sophie Scholl – Die letzten Tage und Der ganz große Traum Nominierungen für den Deutschen Filmpreis. 1997 gewann er den Preis für 14 Tage lebenslänglich.
Langer ist Mitglied der Deutschen Filmakademie und des Berufsverbandes Kinematografie (BVK).
Er lebt mit der Schauspielerin Barbara Auer in Hamburg.

## Filmografie
- 1989: Der letzte Tanz (Kurzfilm)
- 1990: Sommertage
- 1991: Aus gutem Grund (Kurzfilm)
- 1993: Die Nacht des Photographen (Kurzfilm)
- 1993: Schulz & Schulz V – Fünf vor zwölf
- 1994: Das Phantom – Die Jagd nach Dagobert (Fernsehfilm)
- 1995: Roula – Dunkle Geheimnisse
- 1995: Risiko Null – Der Tod steht auf dem Speiseplan (Fernsehfilm)
- 1996: Buddies – Leben auf der Überholspur (Fernsehfilm)
- 1997: 14 Tage lebenslänglich
- 1998: Andrea und Marie (Fernsehfilm)
- 1998: Die Bubi-Scholz-Story (Fernsehfilm)
- 1999: Sara Amerika
- 1999: Nichts als die Wahrheit
- 2000: Der Hahn ist tot (Fernsehfilm)
- 2000: Eine Handvoll Gras
- 2001: Der Tunnel (Fernsehfilm)
- 2001: Sass
- 2002: Die Hoffnung stirbt zuletzt (Fernsehfilm)
- 2002: Bibi Blocksberg
- 2004: Die andere Frau (Fernsehfilm)
- 2004: The I Inside – Im Auge des Todes (The I Inside)
- 2004: Sterne leuchten auch am Tag (Fernsehfilm)
- 2005: Sophie Scholl – Die letzten Tage
- 2005: Die weiße Massai
- 2006: Die Tote vom Deich (Fernsehfilm)
- 2007: Duell in der Nacht (Fernsehfilm)
- 2007: Pornorama
- 2008: Tatort – Auf der Sonnenseite (Fernsehfilm)
- 2009: Effi Briest
- 2010: Boxhagener Platz
- 2010: Tatort – Vergissmeinnicht (Fernsehfilm)
- 2010: Groupies bleiben nicht zum Frühstück
- 2011: Der Verdacht (Fernsehfilm)
- 2011: Der ganz große Traum
- 2012: Mann tut was Mann kann
- 2013: Heute bin ich blond
- 2013: Der Geschmack von Apfelkernen
- 2014: Im Labyrinth des Schweigens
- 2015: Da muss Mann durch
- 2015: Ein großer Aufbruch (Fernsehfilm)
- 2015: Einmal Hallig und zurück (Fernsehfilm)
- 2016: Matthiesens Töchter (Fernsehfilm)
- 2016: Tatort – Wendehammer (Fernsehfilm)
- 2016: Der mit dem Schlag (Fernsehfilm)
- 2017: Tatort – Land in dieser Zeit (Fernsehfilm)
- 2017: Was ich von dir weiß (Fernsehfilm)
- 2017: Zweibettzimmer (Fernsehfilm)
- 2018: Rufmord (Fernsehfilm)
- 2018: Aufbruch in die Freiheit (Fernsehfilm)
- 2019: Die Informantin – Der Fall Lissabon (Fernsehfilm)
- 2019: Die drei !!!
- 2020: Eine harte Tour (Fernsehfilm)
- 2020: Tatort – Züri brännt (Fernsehfilm)
- 2021: Sugarlove
- 2021: Tatort: Schoggiläbe
- 2021: Dreiraumwohnung
- 2021: Zurück ans Meer (Fernsehfilm)
- 2022: Kleo (Fernsehserie, 4 Folgen)
- 2023: Liebes Kind (Mystery-Thriller, Netflix, 6 Folgen, Ministaffel)
- 2024: Zwei zu eins
- 2025: Tatort: Im Wahn

## Auszeichnungen
- 1997: Deutscher Filmpreis in der Kategorie Beste Kamera (Für 14 Tage lebenslänglich)
- 1998: Deutscher Kamerapreis in der Kategorie Fernsehfilm (für Die Bubi-Scholz-Story). Außerdem nominiert in der Kategorie Spielfilm (für 14 Tage lebenslänglich)
- 1999: Deutscher Fernsehpreis in der Kategorie Beste Kamera (für Die Bubi-Scholz-Story)
- 2000: Deutscher Kamerapreis: Nominierung in der Kategorie Spielfilm (für Nichts als die Wahrheit)
- 2001: Deutscher Kamerapreis: Nominierung in der Kategorie Spielfilm (für Eine Handvoll Gras)
- 2002: Bayerischer Filmpreis in der Kategorie Beste Kamera (Für Sass)
- 2005: Deutscher Filmpreis: Nominierung in der Kategorie Beste Kamera/Bildgestaltung (für Sophie Scholl – Die letzten Tage)
- 2009: Deutscher Fernsehpreis: in der Kategorie Beste Kamera (für Auf der Sonnenseite)
- 2011: Deutscher Filmpreis: Nominierung in der Kategorie Beste Kamera/Bildgestaltung (für Der ganz große Traum)[2]

## Belege
1. ↑  Martin Langer bei BVK, abgerufen am 23. Juli 2021
2. ↑  Die Nominierungen für den Deutschen Filmpreis 2011, Filmportal, abgerufen am 25. Mai 2016.

| Personendaten    | Personendaten         |
| ---------------- | --------------------- |
| NAME             | Langer, Martin        |
| ALTERNATIVNAMEN  | Peglau, Martin        |
| KURZBESCHREIBUNG | deutscher Kameramann  |
| GEBURTSDATUM     | 8. Januar 1959        |
| GEBURTSORT       | Hannover, Deutschland |